# Бусиловац
Бусиловац је насеље у Србији у општини Параћин у Поморавском округу. Према попису из 2022. било је 676 становника.
Овде се налазе Запис Аранђеловића крушка (Бусиловац), Запис орах код нове цркве (Бусиловац), Запис Живковића трешња код школе (Бусиловац), Запис Рајића крушка (Бусиловац), Запис Николића крушка (Бусиловац) и Запис Милутиновића крушка (Бусиловац).
Бусиловац је родно место народног хероја Момчила Поповића Озрена, па се у центру села налази и његова биста.
У селу се налази осмогодишња основна школа ,,Бранко Крсмановић" (пре спајања са школом из Сикирице, Ош Момчило Поповић) коју похађа око 80 основаца.

## Демографија
У насељу Бусиловац живи 888 пунолетних становника, а просечна старост становништва износи 45,5 година (44,1 код мушкараца и 46,8 код жена). У насељу има 273 домаћинства, а просечан број чланова по домаћинству је 3,81.
Ово насеље је великим делом насељено Србима (према попису из 2002. године), а у последња три пописа, примећен је пад у броју становника.
|  |

| Демографија | Демографија | Демографија |
| Година      | Становника  | Становника  |
| ----------- | ----------- | ----------- |
| 1948.       | 1.316       |             |
| 1953.       | 1.370       |             |
| 1961.       | 1.386       |             |
| 1971.       | 1.390       |             |
| 1981.       | 1.329       |             |
| 1991.       | 1.187       | 1.158       |
| 2002.       | 1.041       | 1.071       |

| Етнички састав према попису из 2002.‍ | Етнички састав према попису из 2002.‍ | Етнички састав према попису из 2002.‍ | Етнички састав према попису из 2002.‍ | Етнички састав према попису из 2002.‍ |
| ------------------------------------ | ------------------------------------ | ------------------------------------ | ------------------------------------ | ------------------------------------ |
|                                      |                                      |                                      |                                      |                                      |
| Срби                                 | Срби                                 |                                      | 1.038                                | 99,71%                               |
| Југословени                          | Југословени                          |                                      | 1                                    | 0,09%                                |
| непознато                            | непознато                            |                                      | 0                                    | 0,0%                                 |

| Година пописа     | 1948. | 1953. | 1961. | 1971. | 1981. | 1991. | 2002. |
| ----------------- | ----- | ----- | ----- | ----- | ----- | ----- | ----- |
| Број домаћинстава | 246   | 260   | 281   | 289   | 289   | 276   | 273   |

| Број чланова      | 1  | 2  | 3  | 4  | 5  | 6  | 7  | 8 | 9 | 10 и више | Просек |
| ----------------- | -- | -- | -- | -- | -- | -- | -- | - | - | --------- | ------ |
| Број домаћинстава | 38 | 48 | 40 | 43 | 45 | 31 | 20 | 8 | 0 | 0         | 3,81   |

| Пол    | Укупно | Неожењен/Неудата | Ожењен/Удата | Удовац/Удовица | Разведен/Разведена | Непознато |
| ------ | ------ | ---------------- | ------------ | -------------- | ------------------ | --------- |
| Мушки  | 455    | 106              | 309          | 33             | 7                  | 0         |
| Женски | 465    | 63               | 304          | 87             | 10                 | 1         |
| УКУПНО | 920    | 169              | 613          | 120            | 17                 | 1         |

| Пол    | Укупно                    | Пољопривреда, лов и шумарство | Рибарство                            | Вађење руде и камена | Прерађивачка индустрија       |
| ------ | ------------------------- | ----------------------------- | ------------------------------------ | -------------------- | ----------------------------- |
| Мушки  | 296                       | 152                           | 0                                    | 0                    | 47                            |
| Женски | 183                       | 135                           | 0                                    | 0                    | 11                            |
| УКУПНО | 479                       | 287                           | 0                                    | 0                    | 58                            |
| Пол    | Производња и снабдевање   | Грађевинарство                | Трговина                             | Хотели и ресторани   | Саобраћај, складиштење и везе |
| Мушки  | 0                         | 23                            | 26                                   | 6                    | 15                            |
| Женски | 0                         | 0                             | 19                                   | 1                    | 1                             |
| УКУПНО | 0                         | 23                            | 45                                   | 7                    | 16                            |
| Пол    | Финансијско посредовање   | Некретнине                    | Државна управа и одбрана             | Образовање           | Здравствени и социјални рад   |
| Мушки  | 0                         | 1                             | 9                                    | 6                    | 2                             |
| Женски | 0                         | 1                             | 0                                    | 6                    | 7                             |
| УКУПНО | 0                         | 2                             | 9                                    | 12                   | 9                             |
| Пол    | Остале услужне активности | Приватна домаћинства          | Екстериторијалне организације и тела | Непознато            | Непознато                     |
| Мушки  | 9                         | 0                             | 0                                    | 0                    | 0                             |
| Женски | 1                         | 0                             | 0                                    | 1                    | 1                             |
| УКУПНО | 10                        | 0                             | 0                                    | 1                    | 1                             |